# Meghalaya
Meghalaya er en delstat i det nordøstlige indien. Delstaten grænser mod syd op til Bangladesh og Assam mod nord. Arealet er på 22.429 km² og befolkningen er på 2.175.000. Hovedstaden er Shillong.
Delstaten blev adskilt fra Assam i 1972 da flertalet af ndbyggerne er nemlig bjergfolk – ikke assamesisk-talende – og c. 70% er kristelige. Navnet Meghalaya betyder "Skyernes bolig" på sanskrit. 
Sprog:
- Khasi
- Assamiya
- Bengali
- Chakma
- Engelsk

- Wikimedia Commons har flere filer relateret til Meghalaya

25°34′N 91°53′Ø / 25.57°N 91.88°Ø